# Tauadros II
Tauadros II o Teodor II (àrab: تواضروس, Tawāḍrūs; copte: Ⲑⲉⲟ́ⲇⲱⲣⲟⲥ) (Mansura, Egipte, 4 de novembre de 1952) és el 118è papa copte o patriarca copte d'Alexandria des que va assumir el càrrec el 18 de novembre de 2012, dues setmanes després d'haver estat elegit.
Nascut amb el nom de Wajih Subhi Baqi Sulayman (àrab: وجيه صبحى باقى سليمان, Wajīh Ṣubḥī Bāqī Sulaymān), va estudiar a la Universitat d'Alexandria, on va obtenir una llicenciatura en farmàcia el 1975. Després d'alguns anys de la gestió d'una fàbrica farmacèutica de propietat estatal, es va unir al monestir de Sant Pishoy a Wadi Natrun per estudiar teologia durant dos anys. Va ser ordenat sacerdot el 1989.
El 15 de juny de 1997, va ser consagrat com a bisbe general pel seu predecessor com a Papa Shenouda III, amb el nom de Tauadros (Teodor). Va ser assignat a servir a l'eparquia de Buhayra al nord-oest del Delta.
Tauadros ha afirmat que la revolució egípcia de 2011 va ser un punt d'inflexió en les relacions de l'Església copta amb la seva joventut. Entre les seves primeres tasques hi ha la qüestió dels canvis en el panorama polític d'Egipte, donada la nova constitució d'Egipte i l'existència de congregants amb una mentalitat més independent que busquen les seves demandes fora de l'Església en el tracte amb l'Estat.
El procés de selecció papal va començar diverses setmanes abans de la seva elecció el 4 de novembre. Sobre un total de 2.400 clergues hi hagué tres candidats preseleccionats: el bisbe Tauadros, antic assessor del metropolità Pachomios, el bisbe Rafael, i el pare Rafael Ava Mina, un monjo d'un monestir prop d'Alexandria, deixeble de 116é Papa Ciril VI.
La cerimònia per elegir el papa entre els tres candidats de consens va tenir lloc a la catedral de Sant Marc del Caire als volts del migdia i va comptar amb una notable presència policial. Abans de la selecció, el metropolità Pachomios, locum tenens de l'Església, va segellar el calze amb els noms amb cera vermella i el posà a l'altar, mentre guiava la divina litúrgia. Llavors va dir a la congregació: «Anem a pregar perquè Déu esculli el bon pastor». Després d'un moment de silenci, un nen amb els ulls embenats va extreure del calze un dels ròtols i va ser el que contenia el nom de Tauadros. Els milers de fidels que van assistir després va esclatar en ovació o en llàgrimes o van encetar una pregària. Com a reacció Tauadros II va dir, des del monestir de Wadi Natrun: «[Nosaltres] començarem organitzant la casa des de dins. És una responsabilitat. El més important és que l'Església, com a institució, serveixi a la comunitat.» El president egipci, Mohammad Mursi felicità Tauadros i va cridar a la «unitat d'Egipte» i a l'«amor fraternal entre coptes i musulmans».
El papa Tauadros II va iniciar el seu papat enmig de múltiples canvis a Egipte. Va dir que l'Església Ortodoxa es compromet a mantenir l'article 2 del projecte de Constitució d'Egipte intacta, com ho va ser en l'antiga constitució i va acabar donant suport a la retirada de les esglésies egípcies de l'Assemblea Constituent d'Egipte, malgrat els esforços de la Presidència per convèncer-lo a tornar-hi. El bisbe Rafael, que arribà per primera vegada en la fase d'elecció papal, va ser nomenat secretari general del Sant Sínode de l'Església Ortodoxa Copta.